# Takht

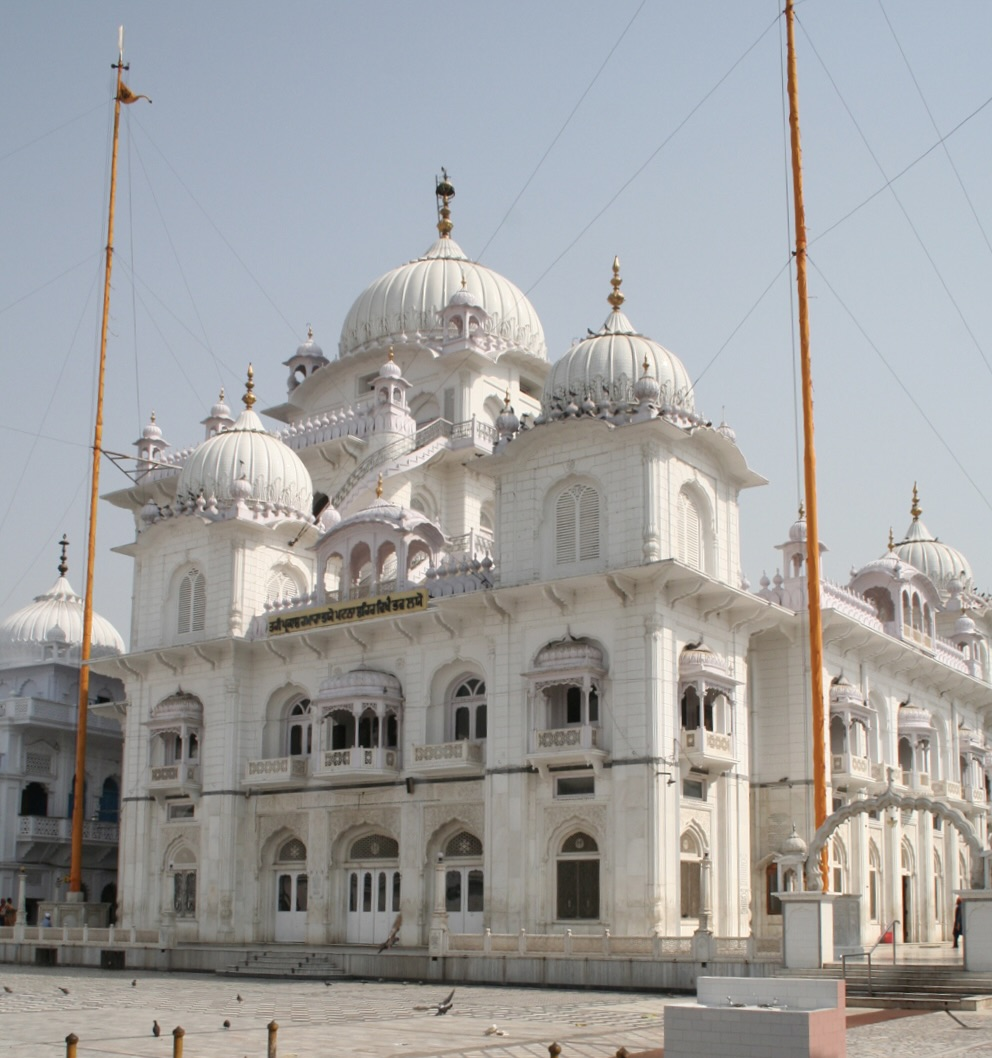
Le Takht Sri Patna Sahib.

Un takht ou takhat (en pendjabi : ਤਖ਼ਤ) est littéralement un siège, un trône. Ce terme est utilisé dans le sikhisme et notamment dans le Livre saint le Guru Granth Sahib, pour désigner le trône de Dieu. Guru Nanak le gourou fondateur du sikhisme a écrit entre autres: sachcha takht: le véritable trône.
Bhai Gurdas un théologien et poète du XVIIe siècle parle de sadh sangat pour qualifier les saints suivant le sikhisme comme le trône de Dieu, le takht de Waheguru.
Les siècles passant les sikhs ont créé cinq Temples majeurs Les cinq Takhts comme lieux de culte primordiaux de la foi, endroits sacrés pour la théologie et places de pèlerinages; certains temples, des gurdwaras, sont devenus des trônes, des autels plus importants pour célébrer le divin. Historiquement Guru Hargobind, le sixième gourou du sikhisme, a établi le premier, l'Akal Takht, (le trône de l'Éternel), en 1606, à Amritsar, face au Temple d'Or. À l'époque l'Akal Takht était alors le lieu de résidence et de décision du Guru;  aujourd'hui, celui-ci a tendance à prévaloir sur tous les autres. Les quatre autres takhts majeurs sont liés à la vie du dernier gourou humain, Guru Gobind Singh; ce sont les Takht Keshgarh Sahib, Takht Damdama Sahib, Takht Patna Sahib, le Takht Hazur Sahib. Ces lieux très fréquentés par les croyants sont les sièges de l'autorité religieuse sikhe. Toute question importante qui touche le sikhisme est soumise à l'avis des gardiens, les jathedars, des cinq Takhts notamment celui de l'Akal Takht.
L'expression Guru's Takhat est aussi employée dans le sikhisme pour parler de l'autel où est déposé tous les jours le Livre saint, le Guru Granth Sahib dans chaque temple.